# Pierre Demers (physicien)
Pour les articles homonymes, voir Demers.
Pour l’article homonyme, voir Pierre Demers.
Pierre Demers, né le 8 novembre 1914 à Deal dans le Kent et mort le 29 janvier 2017, est un physicien et inventeur québécois.

## Biographie

### Jeunesse
Pierre Demers est né en 1914 pendant un voyage de ses parents en Europe. Sa mère, Blanche Legris (1883), était fille d'un médecin canadien français installé à Arctic, au Rhode Island (États-Unis). Son père, Alfred Demers (1876), était fils d'un homme d'affaires de Montréal (Pierre Demers, 1837) et petit-fils du premier forgeron de Pointe-Claire (Pierre Dunmas dit Demers, 1806).
Bien avant 1914, Alfred Demers avait vendu à ses frères sa part de la quincaillerie familiale P. Demers et fils, rue Notre-Dame à Montréal, pour devenir un florissant investisseur en bourse et en immobilier. Grand admirateur de la culture française, il part s'installer à demeure en France en 1914, mais doit s'arrêter en Angleterre à cause des troubles liés au déclenchement de la Première Guerre mondiale. C'est donc à Deal (Kent, Royaume-Uni) que naît Pierre Demers le 8 novembre 1914.
Pierre Demers fait ses études primaires dans trois écoles françaises :
- Institut Gavignet, rue Motte-Picquet, Paris ;
- collège municipal de Cannes, Le Cannet ;
- collège Bourdaloue, Grasse.

Les Demers reviennent à Montréal à temps pour que Pierre entreprenne son cours classique à Montréal, qu'il débute au collège Sainte-Marie à partir de 1925 et qu'il termine au tout nouveau collège Jean-de-Brébeuf entre 1928 et 1933.

### Un esprit scientifique précoce
Pierre Demers commence ses activités de nature scientifique bien avant l'université avec quelques articles et conférences (notamment,). Durant les étés de 1932 à 1934, à la suite d'un stage de recherche à la Station de biologie marine de l’Université Laval à Trois-Pistoles sous la direction de Mgr Alexandre Vachon, il étudie notamment la reproduction des crevettes. Il note la petite taille de tous les mâles et la grande taille des femelles, précédant ainsi la découverte de leur changement de sexe à un an. Ces travaux menèrent à ses premières communications aux 2e et 3e congrès de l'ACFAS,,.
Il en profite pour herboriser et rapporte plusieurs spécimens à son maître-à-penser, le Frère Marie-Victorin, notamment un potamot de Robbins qui suscita un ajout à la Flore laurentienne alors en rédaction.
De 1933 à 1938, Pierre Demers fréquente la Faculté des sciences de l'université de Montréal comme étudiant et chercheur. Il obtient plusieurs diplômes, notamment sous la direction de Léon Lortie :
- 1935 : licence ès sciences physiques ;
- 1936 : licence ès sciences mathématiques ;
- 1936 : maîtrise ès sciences (chimie).

Grâce à une bourse d'études du Québec (qu'il partage avec un autre co-boursier), Pierre Demers part pour Paris en 1938 afin d'étudier à l'École normale supérieure où il est admis sur recommandation de Léon Lortie et d'Edmond Buron. Il y deviendra le premier étranger à obtenir le titre d'agrégé de l'université de France (sciences physiques). Il deviendra l'ami de Jean Schiltz. Par la suite, à l'automne 1939, il entre au Laboratoire de synthèse atomique du Collège de France, dirigé par Frédéric Joliot-Curie. Ses travaux sont encadrés par Joliot-Curie et Hans von Halban et il y côtoie des conférenciers tels que Lew Kowarski, Paul Langevin, Francis Perrin et Pierre Süe.

### Chercheur, professeur, docteur
Forcé de quitter Paris à l'arrivée des Allemands en 1940, Pierre Demers revient au Québec via le Portugal et trouve un emploi au laboratoire de recherche et développement de la Canadian Industries Limited (en) à Belœil. Il y utilise et perfectionne des techniques de spectroscopie.
Pierre Demers reprend ses travaux sur la physique fondamentale lorsqu'il est engagé comme chercheur à Énergie atomique du Canada à Montréal et à Chalk River où il fait des mesures sur les neutrons lents et rapides. Ses travaux contribuent, à son insu, au projet Manhattan. Son apport consiste notamment dans l'amélioration des techniques d'ionographie corpusculaire (voir § « Ionographie » ci-dessous).
C'est ensuite comme professeur en exercice de l'université de Montréal que Pierre Demers termine ses recherches de 1947 à 1950, année où il obtient son doctorat d'État de la Faculté des sciences de Paris et acquiert le titre de docteur ès sciences physiques avec mention très honorable. Le jury devant lequel il défend sa thèse est constitué de Pierre Victor Auger, Jean Cabannes, Pierre Grivet et Yves Rocard. Il devient alors professeur titulaire, poste qu'il occupe jusqu'à sa mise à la retraite en 1980.
De 1947 à 1980, Pierre Demers enseigne la physique à des milliers d'étudiants au baccalauréat et à des dizaines d'étudiants en maîtrise et en doctorat. Il enseigne notamment à Hubert Reeves, qui lui consacre quelques pages dans son autobiographie et aux doctorants Roger Mathieu et Ishfaq Ahmad (en).
Pierre Demers est le second Canadien français à obtenir un doctorat en physique après Christian Lapointe, dirigé par Franco Rasetti à l'université Laval.
Outre de multiples cours de langue, Pierre Demers s'est perfectionné à l'université Cornell à Ithaca lors de cours d'été comme boursier de l'Acfas en 1937, au MIT pour un stage d'études en spectroscopie avec, notamment, le Pr George R. Harrisson (en), à l'université Goethe à Francfort pendant une année sabbatique en 1970-1971 sous la direction de Erwin Schopper (de), le Laboratoire d'ionographie du CNRS à Strasbourg-Cronenbourg pendant la même année sous la direction de Pierre Cüer et finalement à l'Institut polytechnique Rensselaer pour un stage d'études sur la couleur notamment avec le Pr Fred W. Billmeyer Jr. en 1978.

### Ionographie
Même s'il s'intéresse à l'astronomie, à la biologie, et aux mathématiques, c'est l'ionographie corpusculaire qui est au cœur des trente-cinq premières années de la carrière de Pierre Demers. Cette technique, qui utilise des émulsions photographiques pour saisir l'effet de collisions de particules à haute énergie, s'appuie sur la chimie et permet des progrès importants dans l'étude de l'infiniment petit. Pierre Demers apprend et développe déjà cette technique au laboratoire de synthèse atomique du Collège de France en 1939 et 1940.
Il est appelé à participer au laboratoire nucléaire canadien pendant la Seconde Guerre mondiale. Le laboratoire de Montréal regroupe plusieurs scientifiques français et britanniques ayant fui l’Europe devant la menace allemande. Sous la supervision directe du physicien britannique Alan Nunn May, il « ... fait des mesures des coefficients d’interaction entre les neutrons et la matière. Surtout les neutrons lents, mais aussi les neutrons rapides ».
Pierre Demers perfectionne cette technique à la caractérisation de la série « 4n + 1 » d'isotope fissile, aussi connue comme le cycle du combustible nucléaire au thorium. Cette caractérisation a ensuite permis la production d'uranium 233 pur, un des premiers carburants nucléaires. Pierre Demers est le seul physicien canadien français à participer aux recherches nucléaires du projet Manhattan. Cependant, le lien qui existait entre le laboratoire canadien, le projet américain et la première bombe était initialement inconnu de Pierre Demers et de plusieurs autres membres de la même équipe.
« Le but de mes travaux ne m’était absolument pas connu. J’ai été tenu dans l’ignorance », a dit M. Demers en de nombreuses occasions. Il en tenait responsable le Ministre des Munitions et des Approvisionnements de l'époque, C. D. Howe, qui aurait personnellement envoyé les copies des rapports canadiens aux responsables américains du projet Manhattan. Il faut noter que le Royaume-Uni, les États-Unis et le Canada avaient une entente secrète rendant cette collaboration tout à fait légitime à la suite de l'Accord de Québec.
Après la guerre, Pierre Demers devient professeur de physique à l'université de Montréal. Il y poursuit ses travaux de recherche sur l'ionographie corpusculaire et en particulier sur l'ionographie en couleur qu'il réalise grâce à des émulsions de bromure d'argent. Il travaille notamment à l'étude du rayonnement cosmique et solaire en poursuivant à la fois l'amélioration des techniques expérimentales et l'approfondissement de la connaissance. De 1946 à 1975, Pierre Demers multiplie les publications, les directions de thèses, les collaborations, les stages internationaux et les conférences sur le sujet (voir plus de deux cents entrées bibliographiques sur l'ionographie dans la Bibliographie interactive).
Le développement des capteurs magnétiques et numériques pour les accélérateurs de particules, en particulier les accélérateurs à cible fixe, rend graduellement désuète l'ionographie corpusculaire au cours des années 1970. Pierre Demers se concentre alors sur d'autres méthodes et d'autres sujets de recherche, notamment la perception colorée et le système du québécium.

## Littérature et arts plastiques
Pierre Demers publie deux recueils de poésie :
- Nuits et Jours en 1943[26] ;
- Sonnets pour Noël et le Carnaval en 1962[27].

Il réalise également plusieurs tableaux, sculptures et installations, qui n'ont été exposées qu'à sa résidence.

## Centre d'études prospectives du Québec (CEPQ)
En 1966, Pierre Demers fonde le Centre d'études prospectives du Québec, avec notamment Louis Cournand, Pierre Lefebvre, Clermont Pépin et Gilles Tremblay (musicien), qui se réunissent régulièrement à sa résidence. Plusieurs personnes qui influencent l'évolution du Québec après la révolution tranquille y collaborent, notamment Jacques-Yvan Morin, Rock Demers et André Barbeau. Surtout un foyer d'idées et de discussions, le Centre d'études prospectives du Québec produit néanmoins quelques publications, notamment sur la pollution par le bruit.

## Centre québécois de la couleur (CQC)
Ayant œuvré avec succès à l'introduction de la couleur dans l'ionographie corpusculaire, Pierre Demers met de l'avant au début des années 1970 son intérêt pour la couleur. Après quelques publications théoriques sur le sujet, il fonde en 1975 le Centre québécois de la couleur avec neuf personnes :
- Camile Brouillet, professeur de couleur au Collège Ahuntsic, imprimerie ;
- André Delorme, professeur en psychologie de la perception visuelle à l'université de Montréal ;
- Lucie Duranceau, professeur de couleur et communication au Collège Dawson ;
- Pierre Garneau, directeur artistique à la scénographie de la Société Radio-Canada ;
- Ben V. Graham, professeur d'optométrie à l'université de Montréal ;
- Maurice Day, décorateur à la Société Radio-Canada et professeur de couleur à l'université du Québec à Montréal et dans divers cégeps;
- Alfred Pellan, peintre, muraliste, illustrateur et costumier québécois;
- Maurice Raymond, professeur de couleur à l'université du Québec à Montréal;
- Jean-Pierre Saint-Dizier, professeur de sciences physiques à l'université de Montréal;
- Charles E. Sénécal, industriel dans les matières plastiques.

Le Centre québécois de la couleur a plusieurs collaborateurs au fil des années, notamment :
- Pierre-Louis Aerts, ancien militaire ;
- Patrick Callet, chercheur en mathématiques (France) ;
- Yvon Cozic, artiste visuel ;
- Guido Molinari, artiste peintre.

Comme en témoignent ces listes de personnes, le Centre québécois de la couleur contribue à rapprocher les milieux scientifiques, artistiques et même industriels autour du thème de la couleur, au moment même où les technologies numériques font leur apparition. Mais il n'est pas qu'un foyer d'idées. Plusieurs activités expérimentales, rencontres et colloques marquent son parcours, notamment les documents cités en référence ci-dessous,,. Comme en témoignent Paulette Tourangeau et Maurice Day, le Centre québécois de la couleur aura participé entre 1975 et 1985 au renouveau de l'enseignement de la couleur au Québec.
En parallèle avec les activités du Centre québécois de la couleur, Pierre Demers réalise l'invention du Colorimètre, un appareil permettant de mesurer une couleur en la reproduisant par déplacement d'une plaque colorée devant une source lumineuse. Il obtient pour cette invention le brevet canadien #1053929.

## LISULF
En 1980, Pierre Demers crée la Ligue internationale des scientifiques pour l'usage de la langue française (LISULF) avec neuf personnes : Florian Gosselin, Jean-Claude Pechère, Rémy Chauvin, Michel Amyot, Guy Bouthillier, Arnold-Jean Drapeau, Gilbert Lannoy, Jean-Claude Richer, Jean-Pierre Saint-Dizier et Armand Vaillancourt. Cette ligue vise à promouvoir l'utilisation du français en science. Elle agit surtout par des propositions de politiques publiques, des manifestations et la publication d'une revue, Science et Francophonie.
La LISULF compte certaines années plusieurs centaines de membres, surtout issus des pays francophones. Active jusqu'en 2017, elle aura pu compter sur des dizaines de collaborateurs pour participer à des colloques, des discussions et pour produire des rapports.
Le programme de la LISULF comporte, notamment :
- le projet « Droit des auteurs » (DDA) par lequel la LISULF demande au législateur d'intervenir afin que les auteurs scientifiques conservent le droit de publier un article dans une autre langue, dans une autre revue, après une publication originale ;
- la manifestation annuelle « Pasteur parlait français » (PPF) par laquelle elle dénonce la décision de l'Institut Pasteur en 1989 que sa revue ne publie plus qu'en anglais. La manifestation a eu lieu tous les ans jusqu'en 2017 au carré Pasteur, rue Saint-Denis à Montréal.

Ses interventions ont conduit, par exemple, à la publication en français du livre sur la Quasiturbine du Dr Gilles Saint-Hilaire et sa famille.
La LISULF n'a pas survécu longtemps au décès de son principal bénévole. Elle a cessé ses activités en juin 2017.

## Québécium
En 1995, Pierre Demers découvre un nouvel arrangement des éléments, différent du tableau périodique de Dmitri Mendeleiev, basé sur des symétries qu'il met au jour dans la répartition de leurs propriétés quantiques et physiques. L'arrangement auquel il conclut l'amène à estimer que les éléments possibles seraient au nombre de 120. Une version préliminaire (et par la suite jugée erronée par Pierre Demers) de ce système ayant conclu à 118 éléments possibles, il postule l'existence de l'élément hypothétique 118 et le baptise « québécium » (Qb) en l'honneur de sa patrie, le Québec. En 2016, les éléments 113, 115, 117 et 118 du tableau périodique de Dmitri Mendeleiev sont découverts par des scientifiques japonais, russes et américains. Les autres éléments hypothétiques mentionnés dans le système sont désignés par l’abréviation latine de leur numéro atomique (ex. : Uuu pour l'élément 111).
Le système du québécium,,, organise les éléments en tenant compte des correspondances entre les états excités de l'hydrogène et les états électroniques des atomes. Il en arrive à un arrangement qui présente de façon symétrique les propriétés suivantes :
- le nombre quantique s : le spin ;
- le nombre quantique n : le niveau d'énergie ;
- le nombre quantique l : orbital ;
- le numéro atomique Z ;
- la sous-couche électronique s, p, d et f.

Cet arrangement a l'avantage, en outre, d'intégrer dans une géométrie régulière la totalité des éléments 1 à 120.
Pierre Demers est convaincu que cette découverte est beaucoup plus importante que ses précédentes. Il y voit une explication élégante et satisfaisante de ce que la science a longtemps considéré comme irrégulier ou inexplicable et la considère comme un pas vers une théorie unitaire, thème qui l'intéresse déjà depuis plusieurs décennies. Il y voit donc l'expression de lois de la nature sous-jacentes encore à découvrir et examine les régularités similaires dans plusieurs domaines, notamment en biochimie, en génétique et en anatomie,.
À quelques jours de son 101e anniversaire, Pierre Demers travaillait encore activement à élaborer et améliorer ses textes sur le système du québécium. En particulier, il produit en octobre 2014 une explication simplifiée de la présentation elliptique des éléments et montre comment elle s'harmonise avec celle de Dmitri Mendeleiev, tout en l'améliorant. Une vidéo explicative du tableau elliptique des éléments est disponible en ligne.

## Droits et batailles juridiques
Pierre Demers s'intéresse à la place faite au français depuis le début de sa carrière, mais c'est surtout dans les années 1970, avec la pression grandissante pour la publication en anglais, que son attachement au principe de publier en français suscite des différends avec ses collègues de l'université de Montréal. C'est sur cette toile de fond que Pierre Demers conteste sa mise à la retraite obligatoire, pratique habituelle en 1980. Pierre Demers est convaincu de l'injustice de cette pratique et utilise son cas personnel pour tenter de l'abolir. Il perd sa cause mais des causes similaires intentées après l'institutionnalisation du droit au travail par la Charte canadienne des droits et libertés de 1982 et la Charte des droits et libertés du Québec en 1975 auront gain de cause, résultant en des modifications aux normes du travail du Québec qui interdisent la mise à la retraite obligatoire.
Plus tard, Pierre Demers conteste l'obligation de gazonner dans sa municipalité, Ville Saint-Laurent (fusionnée avec Montréal en 2002). Il utilise son terrain urbain pour collectionner des espèces végétales recueillies dans la nature et transforme ainsi sa pelouse en sous-bois, en contravention avec les règlements en vigueur, qu'il juge abusifs. Son combat juridique dure huit ans et se solde par une victoire partielle (2 des 3 points) de Pierre Demers, en cour d'appel. Il aura quand même subi le réaménagement forcé de son terrain. Après la fusion de Ville Saint-Laurent dans Montréal, les autorités municipales cessent d'intervenir à ce sujet et Pierre Demers retrouve de facto la liberté d'aménager son terrain à sa guise. Selon son avocat, la cause de Pierre Demers c. Ville Saint-Laurent serait à l'origine de la refonte de pans entiers de règlements, sur les nuisances entre autres.

## Autres activités publiques
Enfant et adolescent, Pierre Demers voisine à Outremont, où il réside, des personnages déjà importants dans l'histoire du Québec ou destinés à la devenir:  Henri Bourassa et sa famille, Omer Héroux et son fils Jean, André Laurendeau, Claude Labrecque qui fut missionnaire au Japon, Gaston Lavoisier, etc. Tout en poursuivant ses études et sa carrière scientifique, Pierre Demers participe de façon soutenue aux associations de scientifiques et aux mouvements sociaux. En plus du Centre d'études prospectives du Québec, du Centre québécois de la couleur et de la LISULF, il est impliqué dans un grand nombre d'organisations :
- 1933- : Membre de l'Acfas et participation à son 1er congrès ; sauf quelques rares exceptions, Pierre Demers participe à tous les congrès de l'Acfas de 1933 à 2014 ;
- 1943- : Membre fondateur et premier trésorier de l’Association canadienne des physiciens et physiciennes, président B. W. Sargent ;
- 1935 : Commandeur de l’Ordre de Jacques-Cartier (COJC) ;
- 1938 : Membre des Jeune-Canada ;
- 1941 : Membre de la Ligue pour la Défense du Canada, directeurs André Laurendeau et Gérard Filion ;
- 1941 : Conférencier Société d’études et de conférences, Outremont, Longueuil ;
- 1941 : Groupe d’études avec le R. P. Fortin SSS, Roger Gariépy, André Laurendeau, Gaston Lavoisier, Gérard Pelletier ;
- 1942-1965 : Membre de la Société américaine de physique, parrains : deux professeurs du MIT, dont G. Harrison ;
- 1943 : Membre de la Canadian association of Scientific Workers (CASCW), animateur Veall ;
- 1950 : Membre du Centre catholique des intellectuels français ;
- 1950 : Membre de l'Union catholique des scientifiques français, conférenciers Guitton, Dubarle, Marrou, Legault ;
- 1951- : Membre de la Société royale du Canada, Section III, Académie des sciences depuis 1978 ; parrains Gilbert Andrew Shaw et John Stuart Foster ;
- 1954 : Président-fondateur de la Société de physique et de mathématique de Montréal, fusionnée dans l'Association mathématique du Québec ;
- 1957 : Membre du Conseil des arts du Canada ;
- 1961-1985 : Membre du Conseil provincial des arts du Québec, ministre Georges Lapalme, sous-ministre Guy Frégault, président Guy Viau ;
- 1962-1980 : Membre de l'Association des professeurs de la faculté des sciences de l’université de Montréal ;
- 1963 : Membre de la Société allemande de photographie ;
- 1963-1967 : Membre du Conseil de la Faculté des sciences de l’université de Montréal ;
- 1975 : Arbitre sur des comités de lecture de revues de physique : Journal canadien de physique, Foundations of Physics ;
- 1977- : Membre du Parti québécois ;
- 1980- : Société internationale de biomathématique ;
- 1980- : Comité scientifique de la Société internationale de biomathématique et de la Revue de biomathématique ;
- 1985 : Membre du Parti indépendantiste ;
- 1985 : Membre du Rassemblement pour l’indépendance ;
- 1990- : Membre de l'Association des Anciens de la Cité internationale universitaire de Paris ;
- 1990- : Membre de l'Association des anciens élèves de l’École normale supérieure de Paris ;
- 1992- : Membre de la Société pour la Conservation du Sault au Récollet ;
- 1992- : Membre du Bloc québécois.

## Prix et distinctions
- 1935 : Commandeur de l'Ordre de Jacques-Cartier (COJC) ;
- 1935 : Médaille du Lieutenant Gouverneur de la Province de Québec Ésioff-Léon Patenaude ;
- 1936 : Médaille du Gouverneur général du Canada Vincent Massey ;
- 1946 : Premier prix du concours scientifique et littéraire du Québec (alors surnommé Prix David), section sciences ;
- 1951 : Membre de la Société royale du Canada ;
- 1954 : Prix Léo-Pariseau de l'Acfas ;
- 1994 : Membre d’Honneur de la Société et Académie lorraine des sciences ;
- 2011 : Prix Joseph Papin-Archambault du Rassemblement pour un Pays Souverain ;
- 2012 : Membre émérite de l'Acfas ;
- 2013 : Grand Prix Pasteur-Frappier de l'Assemblée des Patriotes de l'Amérique française ;
- 2015 : Chevalier de l'Ordre de la Pléiade ;
- 2015 : Grand prix Léon-Lortie de la Société Saint-Jean-Baptiste de Montréal ;
  - Il est à noter que Léon Lortie était le professeur de Pierre Demers dans les années 1930.
- 2015 : Hommage de l'Assemblée nationale du Québec à Pierre Demers, le 17 novembre (voir ci-dessous, hommages) ;
- 2015 : Membre à vie honoraire (rétroactivement à la fondation) des Cercles des jeunes naturalistes ;
- 2015 : Prix scientifique du Québec : Prix Marie-Victorin[60] ;
  - Il est à noter que le frère Marie-Victorin était maître-à-penser et mentor botaniste de Pierre Demers dans les années 1930[réf. nécessaire].
  - Il est également à noter que Pierre Demers est une des très rares personnes, sinon la seule, à avoir reçu un prix du Concours scientifique et littéraire, précurseur des prix David et Scientifique (avant 1969/70), et un des prix du Québec qui leur ont succédé[réf. nécessaire].
- 2016 : Prix René-Chaloult du Mouvement national des Québécoises et Québécois ;
- 2016 : Prix Chevalier-de-Lorimier du Rassemblement pour un Pays Souverain ;
- 2016 : Grand prix Impératif français.

## Hommages
Le 17 novembre 2015, l'Assemblée nationale du Québec rend un hommage à Pierre Demers par cette motion, présentée par Maka Kotto du Parti québécois :
« Que l'Assemblée nationale rende hommage à M. Pierre Demers, l'un des plus éminents scientifiques du Québec, pour sa contribution remarquable à la promotion des sciences physiques et des sciences mathématiques;
« Qu'elle reconnaisse en la personne de ce physicien et chercheur de renommée internationale le combat légitime de toute une vie pour la promotion de l'usage de la langue française dans la communication scientifique, notamment par la création, en 1980, de la Ligue internationale des scientifiques pour l'usage de la langue française;
« Qu'elle salue, en ce mois marquant son 101e anniversaire de naissance, cet ardent défenseur de la culture québécoise et de la langue française qui demain, le 18 novembre 2015, se verra remettre le prix Marie-Victorin, dans le cadre des prestigieux prix du Québec, une distinction qui vient souligner l'extraordinaire carrière de ce pionnier de la recherche scientifique québécoise. »,
En janvier 2016, Radio-Canada consacrait un reportage de 7 minutes à Pierre Demers.
L'herbier de Pierre Demers (herbier des années 1930), fut offert par la famille Demers aux Cercles des Jeunes Naturalistes qui fut envoyé à la collection de l'Herbier Marie-Victorin au Jardin botanique de Montréal en 2017 par André St-Arnaud, directeur général des Cercles des Jeunes Naturalistes, au même endroit que l'herbier de son idole le frère Marie-Victorin.